# Meranti

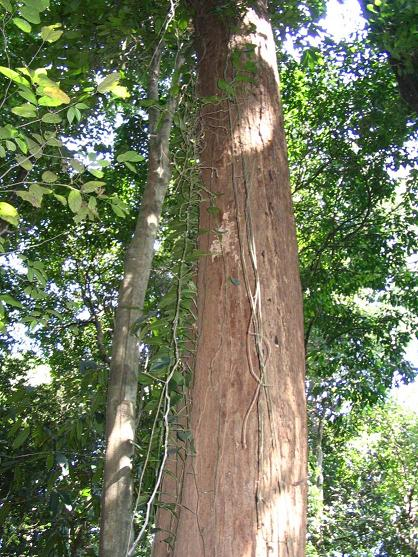
Pień drzewa Shorea bracteolata

Meranti – drewno z drzew liściastych  z rodzaju Shorea, pochodzących głównie z Malezji i Indonezji. Gęstość drewna meranti zależy silnie od gatunku i osiąga wartości od 300 kg/m3 do 1050 kg/m3. Stosowane jest głównie w budownictwie jako drewno budowlane, do stolarki okiennej i drzwiowej oraz w meblarstwie.
Meranti jest często mylone z mahoniami, zwłaszcza odmiana Red Meranti. Jest to zupełnie inny rodzaj drewna, chociaż zbliżony jest do mahoni parametrami i właściwościami. Meranti ma wiele odmian w zależności od pochodzenia i właściwości. Najpopularniejsza jest odmiana White o najmniejszej gęstości. Odmiany Dark, Red i najtwardsza majau – są to gatunki typu Hard Wood – drewna najbardziej cenionego.